# Alberto Shayo
Alberto Shayo (* 1952 in Buenos Aires, Argentinien) ist ein Arzt, Galerist und Sachbuchautor.

## Leben
Alberto Shayo wuchs in Buenos Aires auf. Er lebte für zehn Jahre in England, wo er an der University of Birmingham ein Studium in Wirtschafts- und Politikwissenschaft abschloss. Darauf kehrte Shayo in seine Geburtsstadt zurück, wo er nach einem Medizinstudium als Dermatologe praktizierte. Der Sammler von Kunst und Antiquitäten betrieb von 1988 bis 1994 eine Kunstgalerie in New York City. 2007 lebte er in Brasilien.
Shayo gilt als einer der führenden Experten für Kunstwerke aus der Epoche des Art déco. Er ist Autor von Sachbüchern zu diesem Thema.

## Veröffentlichungen (Auswahl)
- Chiparus, Demetre, b. 1886. Abbeville Press Publishers, New York 1999. ISBN 0-7892-0573-4, 216 S.
- Ferdinand Preiss. Art Deco Sculptor.  The Fire and the Flame. Antique Collectors’ Club, 2005. ISBN 1-85149-482-0, 191 S.
- Camille Fauré. Limoges Art Deco Enamels. The Geometry of Joy. Antique Collectors’ Club, 2007. ISBN 1-85149-535-5, 279 S.
- Statuettes art deco period. Antique Collectors’ Club Art Books, 2016. ISBN 1-85149-824-9, 304 S.
- Roland Paris. The Art Deco Jester King. Antique Collectors’ Club, 2016. ISBN 1-85149-823-0, 255 S.